# Улица Пиросмани
Улица Пиросмани (груз. ფიროსმანის ქუჩა) — улица в Тбилиси, от улицы Читаиа до Вокзальной площади.

## История
Проложена в 1850-х годах. Прежнее название (до 1938 года) — 2-я Молоканская.

## Достопримечательности
В д. 29 провёл последние дни перед смертью Нико Пиросмани (1862—1918). Сюда к художнику приходил Ладо Гудиашвили. Ныне здесь открыт музей-квартира Пиросмани.